# Мозли-Браун, Кэрол
Кэрол Мо́зли-Бра́ун (также Мо́сли-Бра́ун; англ. Carol Mosely Braun; род. 6 августа 1947, Чикаго, Иллинойс, США) — американский политик, дипломат. Член палаты представителей Иллинойса (1979—1988), сенатор от Иллинойса (1993—1999), посол США в Новой Зеландии (1999—2001) и в Самоа (2000—2001) .

## Биография

### Ранние годы
Родилась 6 августа 1947 года, вместе с семьёй жила в сегрегационном районе южного Чикаго. Когда Кэрол была подростком, её родители развелись, и она стала жить со своей бабушкой.
Мозли-Браун обучалась в Иллинойсском университете в Урбане-Шампейне, однако бросила учёбу спустя четыре месяца. В 1969 выпустилась из Иллинойсского университета в Чикаго. Имеет докторскую степень Чикагского университета (1972).

### Политическая карьера
В 1978 году Кэрол Мозли-Браун была избрана в Иллинойсскую палату представителей, где прослужила до 1988 года. В 1993-м она стала первой чернокожей женщиной, избранной на пост сенатора США. 8 октября 1999 года, когда она уже не работала в Сенате, президент Билл Клинтон назначил её послом США в Новой Зеландии; в 2000 году Мозли-Браун стала послом и в Самоа.

#### Выдвижение в президенты США (2004)
22 сентября 2003 года Мозли-Браун объявила, что намерена выдвинуть свою кандидатуру на президентских выборах от Демократической партии. Её потенциальным республиканским конкурентом был Джордж Буш — младший, действующий глава государства. В начале 2004-го она сняла свою кандидатуру в пользу экс-губернатора Вермонта Говарда Дина. В конечном итоге, претендентом на должность президента от Демпартии стал сенатор Джон Керри.

#### Выдвижение в мэры Чикаго (2011)
10 ноября 2010 года экс-сенатор заявила о решении баллотироваться в мэры Чикаго. В пользу Мозли-Браун свою кандидатуру сняли сразу двое людей: конгрессмен Дэнни Дэвис и сенатор Джеймс Микс. Тогдашний президент Билл Клинтон, среди всех претендентов в мэры поддержал Рама Эммануэля. Мозли-Браун назвала его решение «предательством интересов чернокожих». Всего за Мозли-Браун было отдано 53 062 голоса, что составило 8,97 % от общего количества.